# Hunemanie
Hunemanie (Hunnemannia) je rod rostlin z čeledi makovité. Jsou to vytrvalé byliny se silně členěnými listy a nápadnými žlutými květy. Plodem je úzká, mnohasemenná tobolka. Rod zahrnuje jen 2 druhy, které jsou oba endemity Mexika. Druh Hunnemannia fumariifolia je občas pěstován jako okrasná letnička.

## Popis
Hunemanie jsou vytrvalé byliny s tlustým, dřevnatým hlavním kořenem. Listy jsou střídavé, silně členěné na čárkovité úkrojky. Květy jsou jednotlivé, vyrůstající na dlouhých bezlistých stvolech. Kalich je složen ze 2 zelenavých, volných lístků. Koruna je čtyřčetná, žlutá. Tyčinek je mnoho. Semeník je srostlý ze 2 plodolistů a obsahuje jedinou komůrku s parietální placentací. Blizna je štítovitá, čtyřlaločná, přisedlá. Plodem je dlouhá a úzká tobolka pukající 2 chlopněmi a obsahující mnoho drobných, kulovitých semen.

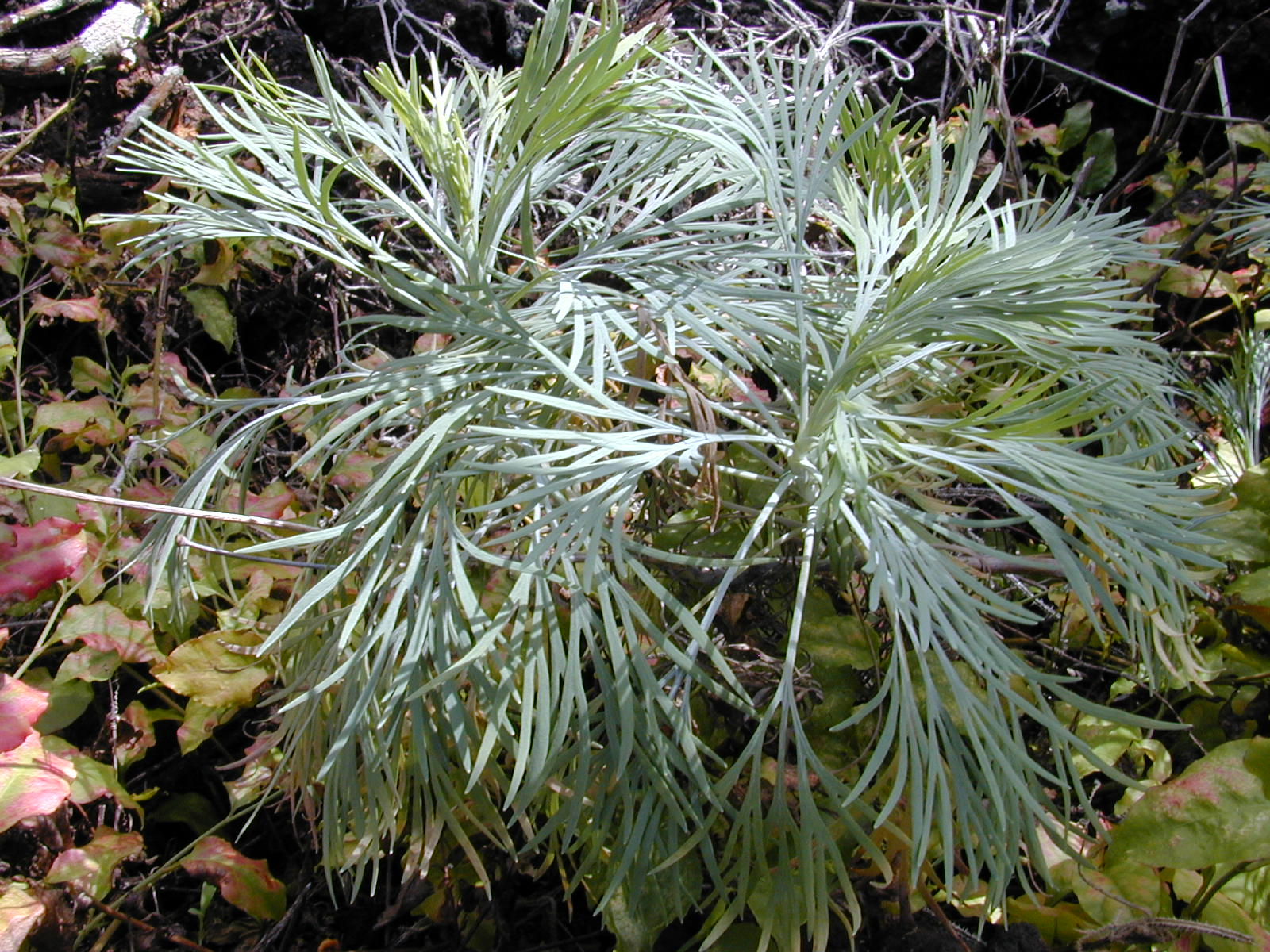
Listy Hunnemannia fumariifolia
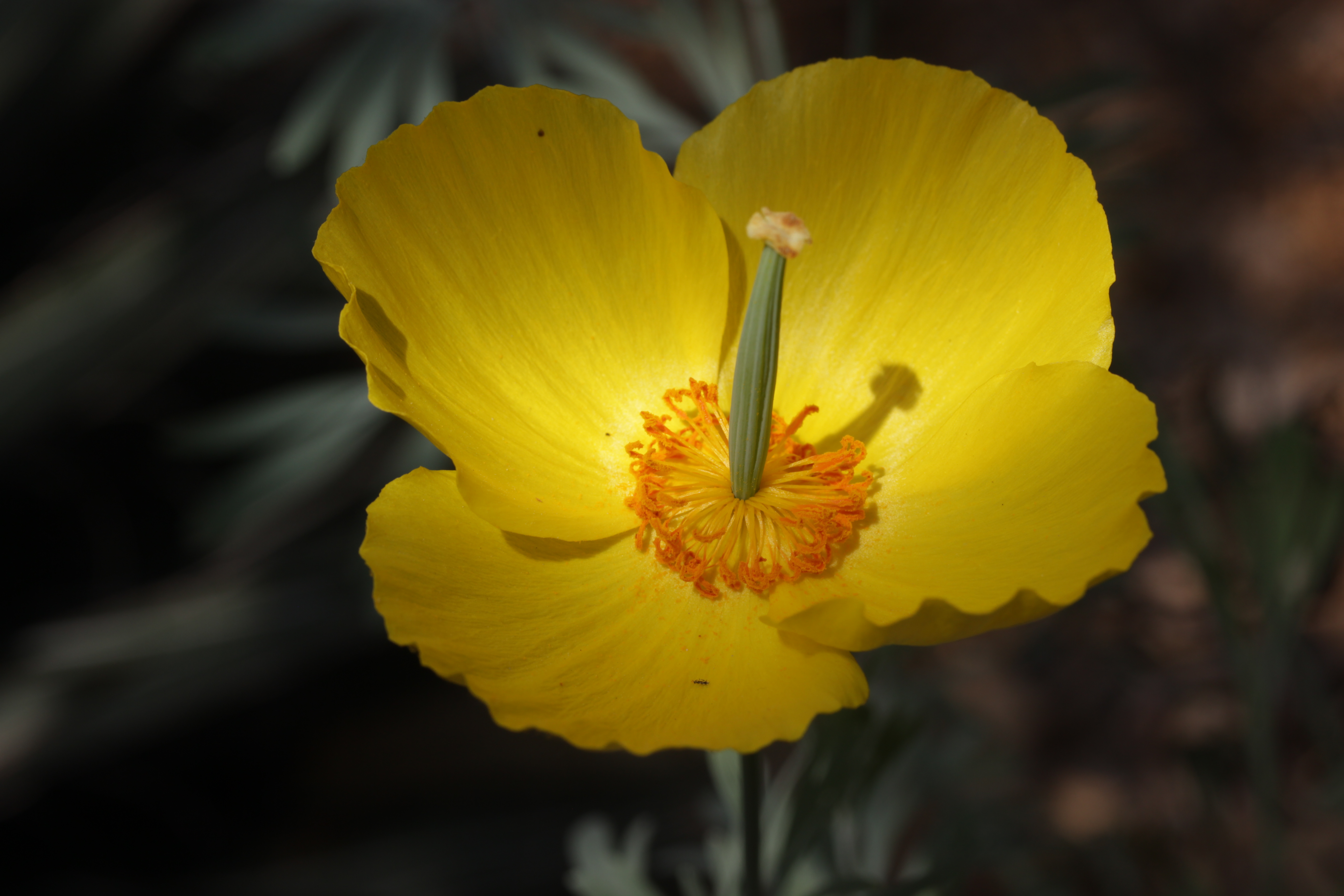
Květ Hunnemannia fumariifolia
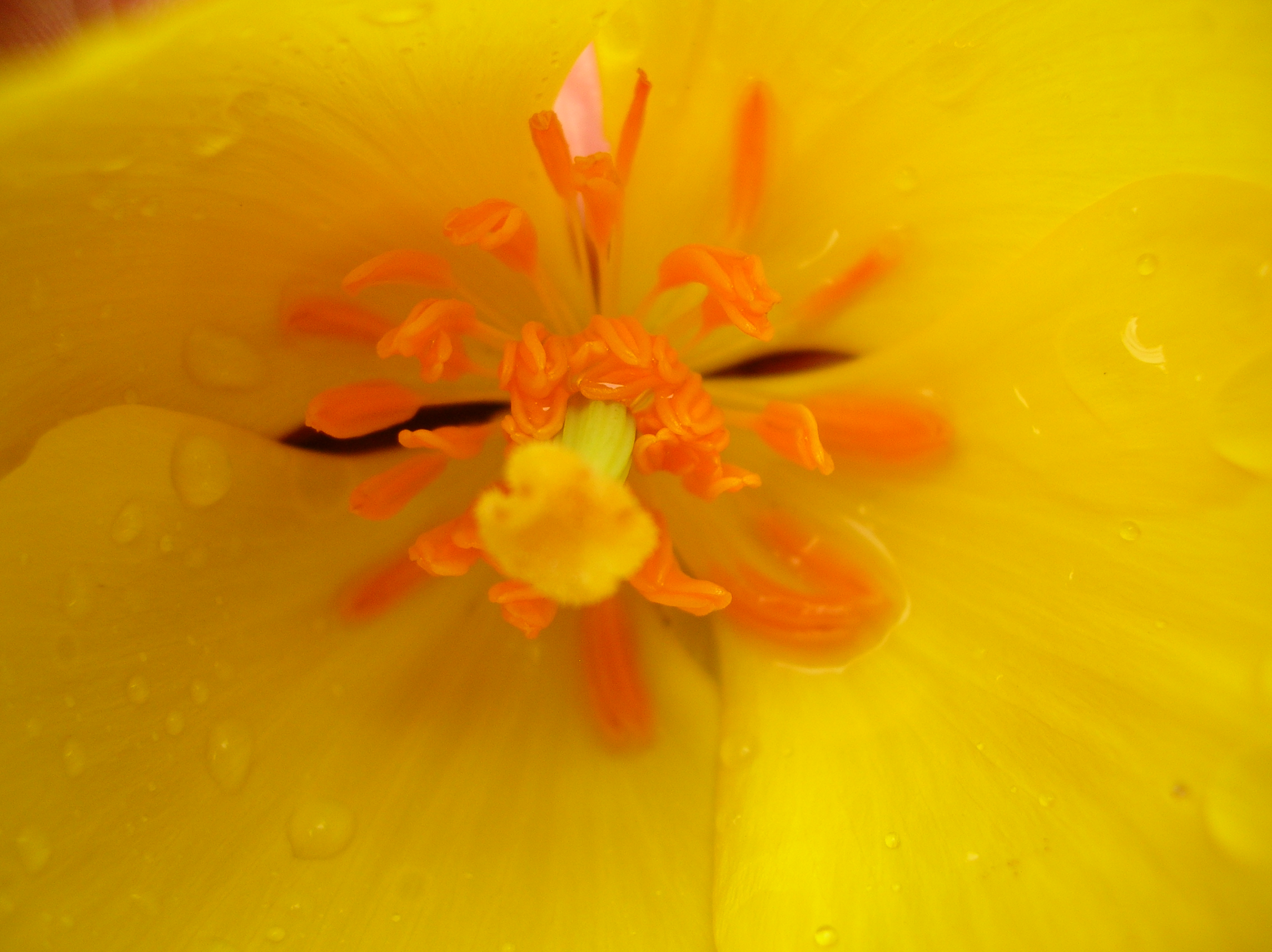
Detail středu květu

## Rozšíření
Rod zahrnuje jen 2 druhy. Oba jsou endemity východního Mexika. Hunnemannia fumariifolia se vyskytuje ve vyšších nadmořských výškách v suchých horských oblastech středního Mexika (zejména Chihuahua, Sierra Madre Oriental a údolí Tehuacán-Cuicatlán). Roste jako součást xerofytní vegetace, a to zejména na sádrovcových podkladech. Druh Hunnemannia hintoniorum je znám z oblasti Nuevo León a Tamaulipas.

## Ekologické interakce
Plody pukají explozivně a vystřelují semena do okolí.

## Obsahové látky
Rostliny rodu hunemanie obsahují celou řadu alkaloidů. Mezi jinými byly zjištěny kanadin, chelerythrin, chelirubin, fagarin, protopin, sanguinarin aj.

## Taxonomie
Rod Hunnemannia je v rámci čeledi Papaveraceae řazen do podčeledi Papaveroideae a tribu Eschscholtzieae. Nejblíže příbuzné rody jsou Eschscholtzia a Dendromecon. Druh Hunnemannia hintoniorum byl popsán až v roce 1992.
Hunemanie jsou poněkud podobné sluncovce kalifornské. Odlišují se zejména kalichem, štítovitou bliznou a nepřítomností češule.

## Význam

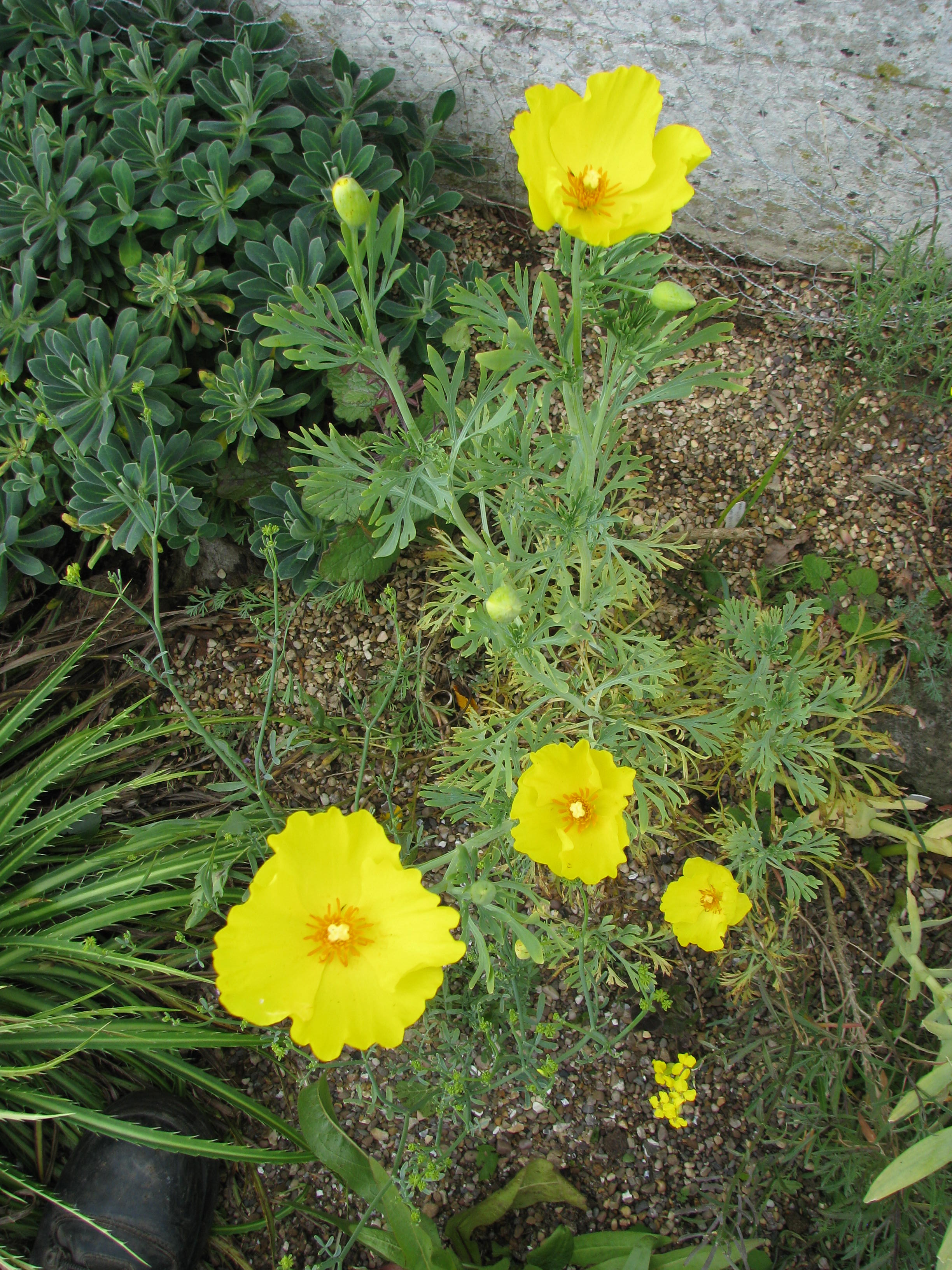
Hunnemannia fumariifolia jako okrasná rostlina

Druh Hunnemannia fumariifolia je občas pěstován jako okrasná rostlina, většinou jako letnička. Pěstuje se též velkokvětý kultivar ‘Sunlite’. Rostliny vyžadují slunné stanoviště. Druh je uváděn ze sbírek Pražské botanické zahrady v Tróji, kde je vysazen v sukulentní expozici.